# Hymenaea verrucosa
Hymenaea verrucosa är en ärtväxtart som beskrevs av Joseph Gaertner. Hymenaea verrucosa ingår i släktet Hymenaea och familjen ärtväxter. Inga underarter finns listade i Catalogue of Life.

## Bildgalleri

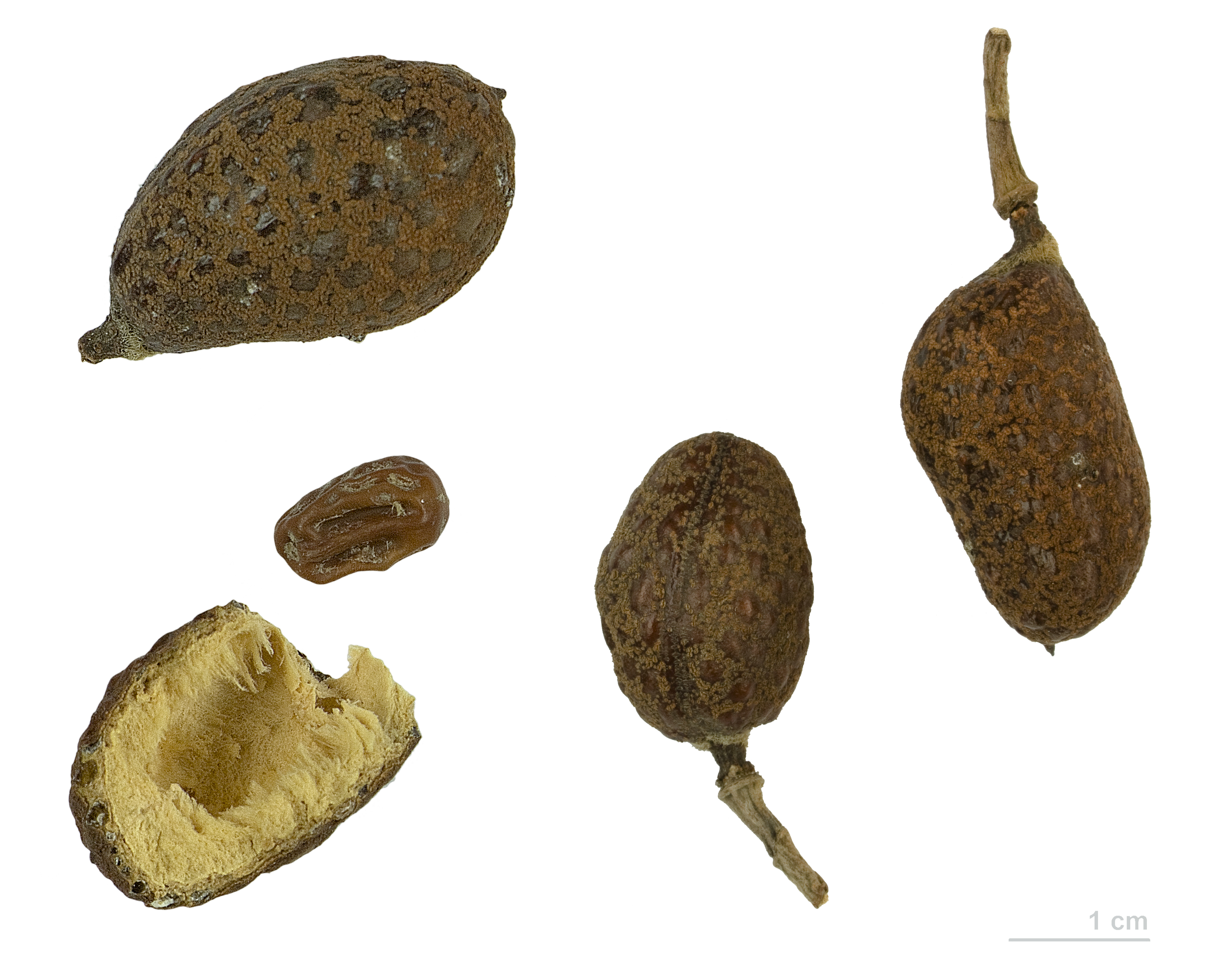